# Jannero Pargo
Jannero Pargo (Chicago, 22 ottobre 1979) è un ex cestista e allenatore di pallacanestro statunitense, professionista nella NBA e in Europa. È il fratello di Jeremy Pargo.

## Carriera da giocatore

### NBA
Pargo ha debuttato nella NBA con i Los Angeles Lakers dopo la mancata chiamata al Draft 2002. Dopo il biennio con i gialloviola la sua carriera NBA è proseguita ai Toronto Raptors, ai Chicago Bulls e ai New Orleans Hornets. Nel suo ultimo anno agli Hornets ai play-off ha registrato una media di 10,3 punti.

### Europa
L'estate seguente Pargo è stato attirato dall'Europa anche per merito di Josh Childress, ex-degli Atlanta Hawks, approdato in Grecia con un ingaggio principesco. Al termine della stagione 2007-08, Pargo ha firmato un contratto annuale da 3,8 milioni di dollari con la squadra russa Dynamo Mosca. Nel gennaio 2009, Pargo ha rescisso il contratto con i russi e si è accasato all'Olympiacos. In Eurolega le sue medie sono state di 3,5 punti e 1,4 assist a partita.

### Ritorno nella NBA
Il 13 luglio 2009 ha firmato un contratto annuale con i Chicago Bulls, che lo hanno così riportato nella NBA.
Scaduto il contratto con i Bulls, nell'estate 2010 è molto vicino a firmare per i Golden State Warriors, ma l'accordo non viene raggiunto. Il 24 settembre 2010 trova invece un nuovo contratto con i New Orleans Hornets, che lo avevano già avuto in squadra dal 2006 al 2008. Viene tuttavia tagliato dopo pochi giorni, prima dell'inizio della stagione, anche a causa del suo lento recupero da un'operazione al ginocchio.
Nel marzo 2011 firma nuovamente coi Chicago Bulls, ma non colleziona presenze. Il 16 dicembre 2011 viene tagliato da Chicago.

## Statistiche

### College
| Anno      | Squadra         | PG | PT | MP   | TC%  | 3P%  | TL%  | RP  | AP  | PRP | SP  | PP   |
| --------- | --------------- | -- | -- | ---- | ---- | ---- | ---- | --- | --- | --- | --- | ---- |
| 2000-2001 | Ark. Razorbacks | 31 | 15 | 23,9 | 44,9 | 41,7 | 87,8 | 2,1 | 2,3 | 1,5 | 0,0 | 12,3 |
| 2001-2002 | Ark. Razorbacks | 29 | 22 | 27,2 | 46,0 | 43,2 | 78,1 | 2,4 | 3,3 | 1,7 | 0,0 | 16,6 |
| Carriera  | Carriera        | 60 | 37 | 25,5 | 45,5 | 42,5 | 82,0 | 2,2 | 2,8 | 1,6 | 0,0 | 14,4 |

### NBA

#### Regular Season
| Anno      | Squadra           | PG  | PT | MP   | TC%  | 3P%  | TL%  | RP  | AP  | PRP | SP  | PP   |
| --------- | ----------------- | --- | -- | ---- | ---- | ---- | ---- | --- | --- | --- | --- | ---- |
| 2002-2003 | L.A. Lakers       | 34  | 0  | 10,1 | 39,8 | 29,2 | 100  | 1,1 | 1,1 | 0,4 | 0,1 | 2,5  |
| 2003-2004 | L.A. Lakers       | 13  | 0  | 4,8  | 37,5 | 50,0 | -    | 0,5 | 0,8 | 0,2 | 0,0 | 1,1  |
| 2003-2004 | Toronto Raptors   | 5   | 0  | 14,2 | 31,0 | 0,0  | -    | 0,8 | 2,4 | 0,8 | 0,2 | 3,6  |
| 2003-2004 | Chicago Bulls     | 13  | 1  | 26,5 | 42,9 | 37,7 | 85,2 | 2,1 | 3,6 | 0,5 | 0,4 | 13,5 |
| 2004-2005 | Chicago Bulls     | 32  | 0  | 14,2 | 38,5 | 34,8 | 73,9 | 1,5 | 2,4 | 0,5 | 0,0 | 6,4  |
| 2005-2006 | Chicago Bulls     | 57  | 0  | 11,3 | 37,3 | 37,9 | 81,0 | 1,1 | 1,6 | 0,4 | 0,0 | 4,8  |
| 2006-2007 | N.O. Hornets      | 82  | 7  | 20,9 | 40,9 | 38,8 | 85,2 | 2,2 | 2,5 | 0,6 | 0,0 | 9,2  |
| 2007-2008 | N.O. Hornets      | 80  | 5  | 18,7 | 39,0 | 34,9 | 87,7 | 1,6 | 2,4 | 0,6 | 0,1 | 8,1  |
| 2009-2010 | Chicago Bulls     | 63  | 5  | 13,2 | 34,6 | 27,5 | 93,3 | 1,2 | 1,4 | 0,5 | 0,0 | 5,5  |
| 2011-2012 | Atlanta Hawks     | 50  | 0  | 13,4 | 41,5 | 38,4 | 95,0 | 1,5 | 1,9 | 0,4 | 0,0 | 5,6  |
| 2012-2013 | Wash. Wizards     | 7   | 0  | 14,6 | 25,0 | 15,0 | 100  | 0,9 | 2,0 | 0,0 | 0,1 | 3,0  |
| 2012-2013 | Atlanta Hawks     | 7   | 0  | 16,1 | 34,2 | 35,0 | 100  | 1,0 | 2,7 | 0,4 | 0,0 | 5,0  |
| 2012-2013 | Charlotte Bobcats | 18  | 0  | 16,2 | 40,1 | 38,2 | 88,9 | 1,2 | 1,9 | 0,8 | 0,1 | 8,4  |
| 2013-2014 | Charlotte Bobcats | 29  | 0  | 8,3  | 44,1 | 40,0 | 72,7 | 0,7 | 1,8 | 0,5 | 0,0 | 4,7  |
| 2014-2015 | Charlotte Hornets | 9   | 0  | 8,1  | 42,9 | 40,9 | 100  | 0,3 | 0,9 | 0,0 | 0,0 | 4,6  |
| Carriera  | Carriera          | 499 | 18 | 14,9 | 39,1 | 35,6 | 86,4 | 1,4 | 2,0 | 0,5 | 0,1 | 6,4  |

#### Playoffs
| Anno     | Squadra           | PG | PT | MP   | TC%  | 3P%  | TL%  | RP  | AP  | PRP | SP  | PP   |
| -------- | ----------------- | -- | -- | ---- | ---- | ---- | ---- | --- | --- | --- | --- | ---- |
| 2003     | L.A. Lakers       | 11 | 0  | 11,7 | 33,3 | 26,7 | 75,0 | 0,8 | 1,3 | 0,7 | 0,1 | 2,1  |
| 2005     | Chicago Bulls     | 5  | 0  | 15,2 | 35,3 | 40,6 | 60,0 | 1,0 | 2,0 | 0,6 | 0,0 | 10,4 |
| 2006     | Chicago Bulls     | 5  | 0  | 3,8  | 41,7 | 60,0 | 80,0 | 1,2 | 0,6 | 0,0 | 0,0 | 3,4  |
| 2008     | N.O. Hornets      | 12 | 0  | 22,1 | 38,8 | 34,9 | 70,8 | 2,5 | 2,3 | 1,0 | 0,2 | 10,2 |
| 2010     | Chicago Bulls     | 2  | 0  | 4,0  | 20,0 | 50,0 | -    | 0,0 | 0,5 | 0,0 | 0,0 | 1,5  |
| 2012     | Atlanta Hawks     | 5  | 0  | 9,2  | 28,6 | 33,3 | -    | 1,0 | 1,2 | 0,4 | 0,0 | 3,2  |
| 2014     | Charlotte Bobcats | 1  | 0  | 3,0  | -    | -    | -    | 1,0 | 1,0 | 0,0 | 0,0 | 0,0  |
| Carriera | Carriera          | 41 | 0  | 13,3 | 36,2 | 36,7 | 71,1 | 1,4 | 1,5 | 0,6 | 0,1 | 5,7  |